# Ryszard Zawadzki
Ryszard Zawadzki (7. únor 1829  – 3. září 1887 Tarnów) byl rakouský soudce a politik polské národnosti z Haliče, na konci 19. století poslanec Říšské rady.

## Biografie
Působil jako prezident krajského soudu v Tarnowě. Zasedal coby poslanec Haličského zemského sněmu. Byl liberálně orientován.
Byl i poslancem Říšské rady (celostátního parlamentu Předlitavska), kam usedl ve volbách roku 1885 za kurii městskou v Haliči, obvod Tarnow, Bochnia atd. V parlamentu setrval do své smrti roku 1887, pak ho nahradil Tadeusz Rutowski. Ve volebním období 1885–1891 se uvádí jako Richard Zawadzki, prezident c. k. krajského soudu, bytem Tarnów.
Na Říšské radě je po volbách roku 1885 uváděn coby člen Polského klubu.
Zemřel v září 1887.